# Embidobia australica
Embidobia australica är en stekelart som beskrevs av Alan Parkhurst Dodd 1939. Embidobia australica ingår i släktet Embidobia och familjen Scelionidae. Inga underarter finns listade i Catalogue of Life.